# Lucia Albani Avogadro
Lucia Albani Avogadro (ur. ok. 1534 w Bergamo, zm. 1568 w Brescii) – poetka włoska.  
Jej rodzicami byli Gian Gerolamo Albani i Laura Longhi. W 1550 wyszła za mąż za Faustina Avogadro. Jej lirykę wysoko cenił Torquato Tasso. W jednym ze swoich sonetów zawarł aluzję do imienia i nazwiska poetki. Giovan Battista Moroni namalował jej portret.